# Прогресс МС-07
Прогресс МС-07 (№ 437, по классификации НАСА Progress 68 или 68P) — 160-й с 1978 года космический грузовой корабль серии «Прогресс», запущенный госкорпорацией Роскосмос для 68-й доставки грузов к Международной космической станции (МКС).

## Запуск
Космический грузовик «Прогресс МС-07» планировалось запустить 12 октября 2017 года с космодрома Байконур с помощью ракеты-носителя Союз-2.1а.
Запуск грузового корабля «Прогресс МС-07» выполнен 14 октября в 08:47 UTC.
Предполагалось впервые использовать двухвитковую схему полёта, занимающую всего лишь три часа, однако после переноса старта на 14 октября в итоге использовалась двухдневная схема. Только после анализа полёта Прогресса по укороченной схеме будет принято решение о запуске пилотируемого Союза. Перенос запуска был вызван сбоем в электронном оборудовании.

## Стыковка
Транспортный грузовой корабль пристыковался 16 октября 2017 года в 11:04 UTC к надирному стыковочному узлу модуля Пирс (СО1) российского служебного модуля «Звезда». Сближение с МКС проходило по двухсуточной схеме. Стыковка выполнялась в автоматическом режиме.

## Груз
Космический грузовой корабль «Прогресс МС-07» доставил на МКС 2549 кг груза, в том числе 165 кг посылок экипажу, 303 кг продовольствия, 197 кг средств гигиены и медикаментов, 700 кг топлива, 47 кг кислорода и воздуха, 420 кг воды, а также 577 кг различного оборудования для оснащения и технического обслуживания российского сегмента.